# Новозеландский лён
Новозела́ндский лён, или Формиум прочный (лат. Phormium tenax) — травянистое многолетнее растение из семейства Ксанторреевые, растущее в Новой Зеландии и на острове Норфолк.

## Ботаническое описание

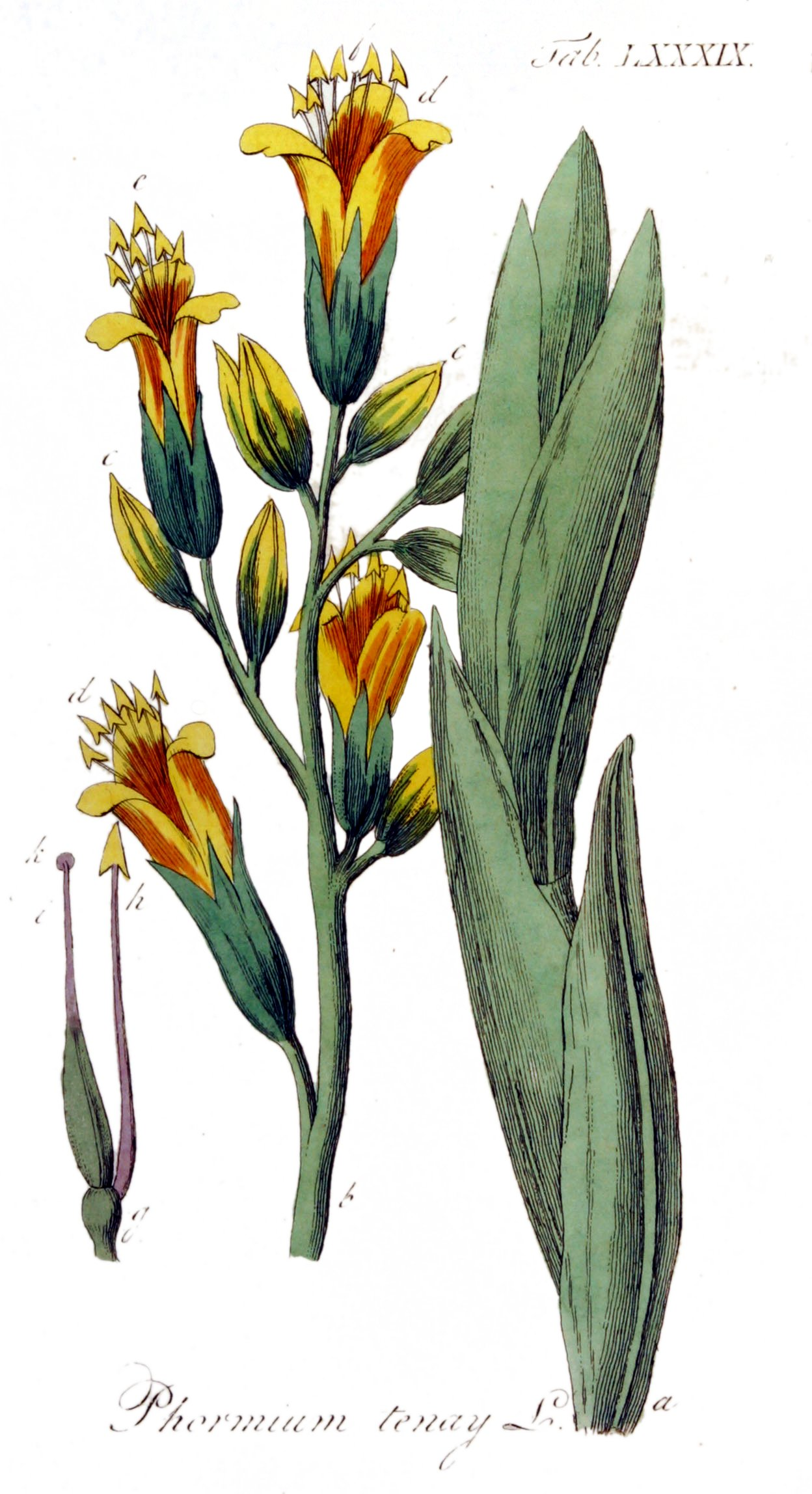
Формиум прочный

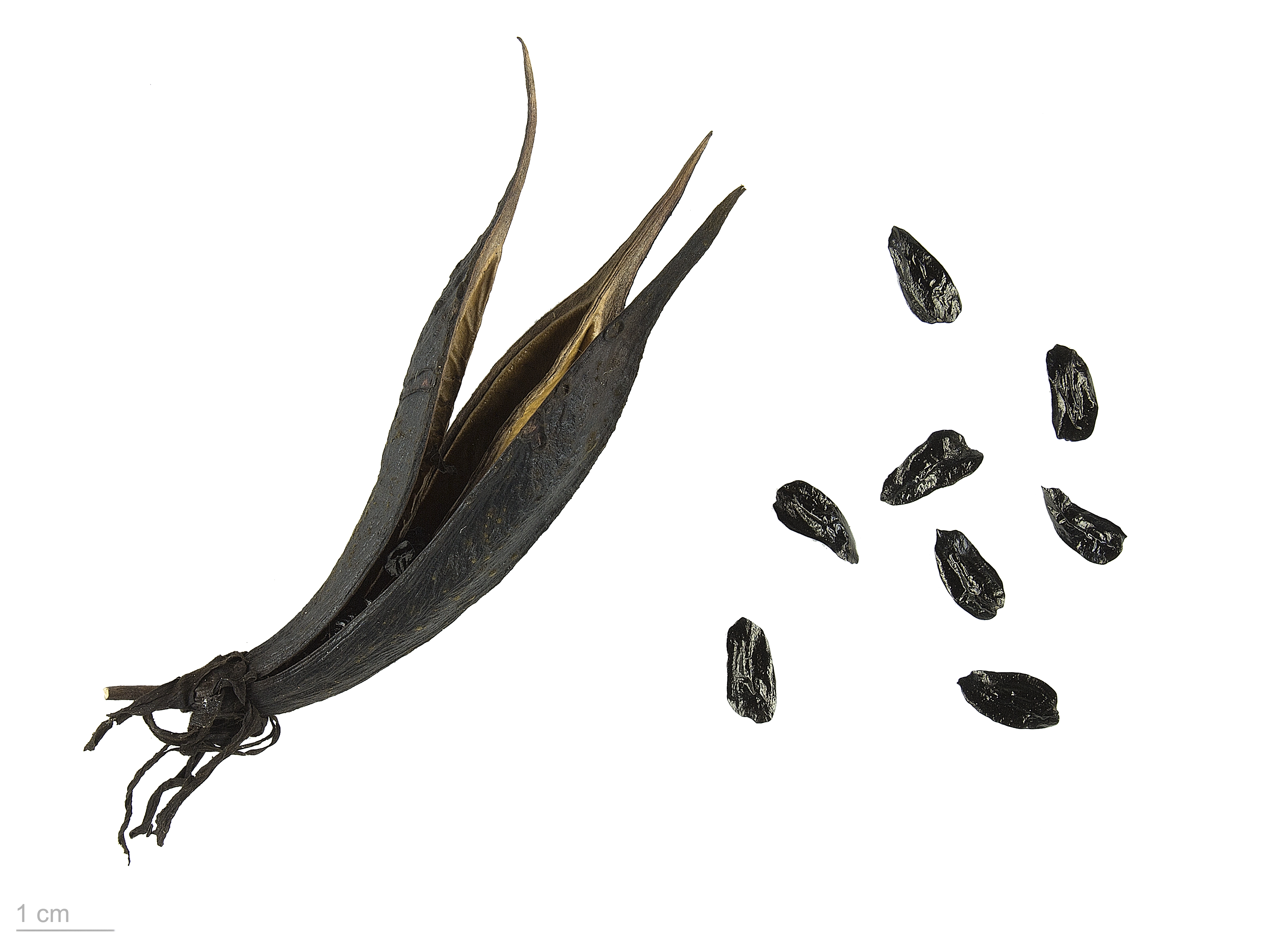
Плоды и семена

Длинные (до 2-3 м) узколанцетные двурядные листья этого растения располагаются громадным веером. Листья содержат тонкие, но необычайно крепкие волокна, превосходящие своей прочностью все другие сорта растительных волокон. Ради этих волокон новозеландский лен возделывается во многих тропических и субтропических странах и составляет значительный предмет торговли.
Цветет растение редко; цветки крупные, желтоватые, собранные в верхушечные кисти. Околоцветник трёхлистный; шесть нитевидных тычинок; завязь удлиненная, трёхгранная; плод-коробочка до 10 см длиной и 1,5 см толщиной.
Растения солнцелюбивые, хорошо себя чувствуют в засушливую погоду, не боятся ветров. Сильный мороз (-4 °C или ниже) придаёт листьям глазурованный вид и листья имеют тенденцию сворачиваться. Однако этот процесс обратим — растения быстро приходят в себя, как только температура поднимается.

## Хозяйственное значение и применение
Маори плетут из листьев циновки, одежду, паруса, употребляют их для крыш и пр.; корни считали лекарством против сифилиса. В Европе новозеландский лен разводится в оранжереях, как декоративное растение. Особенно известны пестролистные разновидности.
Будучи завезённым для выращивания на остров Святой Елены как источник сырья для текстильной промышленности, новозеландский лён распространился по всему острову и вытеснил местную растительность на обширных площадях. Ныне, в рамках восстановления экосистем острова, местные жители борются с новозеландским льном и другими завозными видами.